# ژان، دوک دوکازس
ژان، دوک دوکازس (فرانسوی: Jean, duc Decazes‎; ۳۰ آوریل ۱۸۶۴ – ۳۱ اوت ۱۹۱۲) قایقران قایق بادبانی اهل فرانسه بود.